# Lierna
Lierna (Lierna in dialetto lecchese, pronuncia fonetica IPA: /liˈeːrna/) è un comune italiano di 2 123 abitanti della provincia di Lecco in Lombardia.

## Geografia fisica
Il territorio del comune di Lierna è situato sulla riviera orientale del lago di Como. Confina con Varenna e Mandello del Lario e ha una superficie di solo 11 chilometri quadrati. È costituito da antichi borghi, oggi frazioni: Borgo Villa, Borgo di Grumo, Borgo Casate, Borgo di Mugiasco, Borgo Olcianico, Borgo di Sornico, Borgo di Giussana, Borgo di Ciserino, Borgo La Foppa, Borgo di Genico, Borgo Bancola e Borgo Castello, che si trova su un piccolo promontorio proteso nel lago.

## Storia
Lierna fu abitata fin dall'età del ferro come dimostrano i numerosi segni archeologici delle prime presenze dell'uomo.
La probabile origine del nome Lierna è celtica da Ern ovvero roccia a picco sul lago o "La Rocca". La baia naturale di Riva Bianca, come i boschi dei monti, costituivano un sicuro rifugio per le popolazioni primitive, a comprova il ritrovamento di un paalstab, nei pressi di Gravina durante gli scavi delle gallerie per la costruzione della ferrovia, e le incisioni di massi cuppelliformi a Comballo. Prove archeologiche dimostrano la presenza dell'Antica Roma e l'utilizzo della zona come accampamento durante l'inverno da parte delle legioni militari dell'antica Roma per le qualità del suo clima.
Al seguito della scoperta della bellezza del luogo con gli accampamenti dei soldati romani, sorsero poi anche le ville dei grandi signori della Roma antica. A Lierna fu edificata la prima villa di Plinio il Giovane (…una di quelle due ville), costruita su un ripido scoglio di roccia a picco sulla riva del lago nel borgo Villa, che a ciò deve il suo nome.
Teodolinda, regina dei Longobardi e d'Italia dal 589 al 616, era solita soggiornare nella torre del castello di Lierna. Sono state ritrovate diverse documentazioni originali risalenti ai Longobardi e poi ai Franchi ma il primo documento notarile riguardante l'esistenza di Lierna è dell'854.
Nel 951 l'Imperatrice e regina d'Italia Adelaide, fu tenuta segretamente prigioniera nel castello di Lierna da Berengario II, che si appropriò del regno d'Italia il 15 dicembre 950 dopo averle ucciso il marito, ee Lotario II d'Italia, per costringerla a sposare suo figlio Adalberto. La Regina Adelaide fu liberata nel castello di Lierna da Martino da Bellagio, e si sposò poi con Ottone I di Sassonia, re di Italia e imperatore del Sacro Romano Impero continuando a recarsi a Lierna. L'opera lirica Adelaide di Borgogna di Gioachino Rossini è ispirata all'episodio.
Nel 1118 per il controllo del territorio da Lecco fino a Lierna, inizia la guerra dei dieci anni che vide Milano contro Como.
Nel corso della guerra decennale, Lierna parteggiò per i milanesi e, durante un attacco da parte dei comaschi, subì la distruzione di una torre, sita in località Castello. Il legame con la città di Milano derivava dal fatto che, già durante l'Alto Medioevo, il territorio di Lierna apparteneva ai monaci della basilica di San Dionigi, oltre a dipendere ecclesiasticamente dall'arcidiocesi milanese.
Nel 1336 il territorio passò sotto il dominio dei Visconti, e nel 1375 divenne parte integrante della confinante Varenna. Nel 1398 il territorio è dominio del duca Gian Galeazzo Visconti che ottenne la promulgazione della raccolta di leggi locali in statuti.
Nel 1480 su iniziativa di Lierna si forma il Contado della Riviera con Varenna assieme a Mandello del Lario e Bellano, l'anno successivo si aggiunsero Dervio, Corenno e Monte Introzzo., viene dato in feudo a Pietro II Dal Verme, conte di Bobbio, Voghera, Castel San Giovanni e tutta la val Tidone, Pieve di Incino e Valsassina, che muore avvelenato dalla moglie nel 1485, e il feudo assieme agli altri della Riviera viene assegnato, non senza contrasti dei cittadini interessati, a Chiara Sforza, figlia di Galeazzo Maria Sforza, vedova Dal Verme.
Nel 1494 Massimiliano d'Asburgo conferma i feudi della Riviera a Chiara Sforza, che sposerà Paolo Fregoso.
Successivamente nel 1499 passò sotto il dominio del marchesino Stanga segretario di Ludovico il Moro. Nel 1513 Chiara Sforza è reintegrata feudataria del territorio. Nel 1533 Paolo Fregoso, morta la moglie Chiara Sforza, vende tutti i diritti e i privilegi sulle terre della Riviera e altre al cremonese Francesco Sfondrati.
Francesco Sfondrati, padre di papa Gregorio XIV, acquistò il feudo della Valassina e l'imperatore Carlo V d'Asburgo (divenuto duca nel 1535 a Milano), confermò l'investitura dei feudi il giorno 22 agosto 1538 conferendo a tutti i feudatari il titolo di Baroni della Valassina. Furono i baroni Sfondrati a costruire villa Serbelloni a Bellagio.
Lierna dopo essere stata oggetto di accesse contese per la sua proprietà tra Mandello e Varenna, per oltre 250 anni, vide l'indipendenza solo nel 1743, con la separazione amministrativa del comune di Lierna da quello di Mandello del Lario. Restò feudo degli Sfondrati fino al 1788.
Nel 1992 il comune di Lierna è passato dalla provincia di Como alla provincia di Lecco.

## Frazioni e borghi
Lierna è formata da dodici borghi, un tempo indipendenti benché collegati tra loro da una serie di torri di avvistamento, oggi classificati in frazioni.
- Villa, dove è stato rinvenuto un resto di pavimento in mosaico, risalente al I secolo d.C. Vi è presente la cappella di San Bernardo, il palazzo del municipio e la piazzetta, disegnati da Giannino Castiglioni nel 1950, e l'imbarcadero ottocentesco.
- Castello: sulla penisola adiacente alle spiagge, che un tempo era un'isola vera e propria, sorge l'antico castello difensivo, teatro di numerose battaglie navali, dal quale prende il nome il borgo medievale che vi sorse intorno. La struttura interna del castello è fatta di vicoli e cortiletti. Nel muro del portico del castello sono ancora visibili i cardini dell'antico portone nei cui fori venivano inserite le spranghe che chiudevano l'accesso in caso di guerra. Caduto in disuso come opera difensiva, assunse carattere di borgo residenziale e commerciale. All'interno del castello si trova la chiesetta dei Santi Maurizio e Lazzaro, la cui abside è rivolta al lago come bastione protettivo e l'accesso è dentro le mura del Castello. Nella chiesa è conservata una reliquia di san Maurizio, venerata durante una cerimonia in barca nel giorno del patrono, il 22 settembre. L'altare della chiesetta ha una pala dipinta ad olio del Seicento, che rappresenta un Cristo con Marta e Maria, mentre sopra l'altare è conservata una statua in legno sempre seicentesca raffigurante San Maurizio.
- Bancola: da Villa conduce tramite le scalinate scolpite da Castiglioni alle spiagge di "Riva bianca" e di "Riva nera".
- Grumo: all'ingresso del paese dalla strada provinciale sul lato sud. In passato vi si trovava una cava di marmo nero, poi diventata un'antica filanda con un'alta ciminiera.
- Casate: intorno alla strada che collega il centro del paese e la sua piazzetta. Gli archivi storici liernesi documentano che un tempo portava il nome di Cisale. Conserva l'antico portale delle case e il lavatoio nella “valle di Casate”.
- Mugiasco, detta anche "antica Musatio", a cui si accede salendo sulla mulattiera verso la montagna. Conserva un lavatoio coperto. L'antichità dell'area è visibile dall'impianto medievale di case ravvicinate intrecciate in vialetti, sottopassaggi, scalinate ed archi.
- Olcianico, in prosecuzione di Mugiasco, anticamente prendeva il nome di località Luciana. Una strada che passa sotto le case per giungere alla piazzetta della Madonna.
- Sornico, conosciuta come “porta della città medievale” di Lierna, caratterizzata da un arco sopra la mulattiera.
- Genico, che anticamente prendeva il nome di Giunischo. Borgo antico dove si gode una bella vista di tutto il lago. Vi si trova un'antica meridiana originale sulla facciata di una casa e numerosi ulivi nei pressi del vecchio frantoio del paese.
- Giussana, a cui si giunge attraverso una piccola strada dal Castello di Lierna. In corrispondenza della icona di santa Caterina sorgeva una chiesa a lei dedicata e il convento delle monache a lei devote.
- Ciserino, piccolo borgo medievale, in una delle zone più tranquille che domina il paese.
- La Foppa, composta da pochissime abitazioni.

## Monumenti e luoghi d'interesse

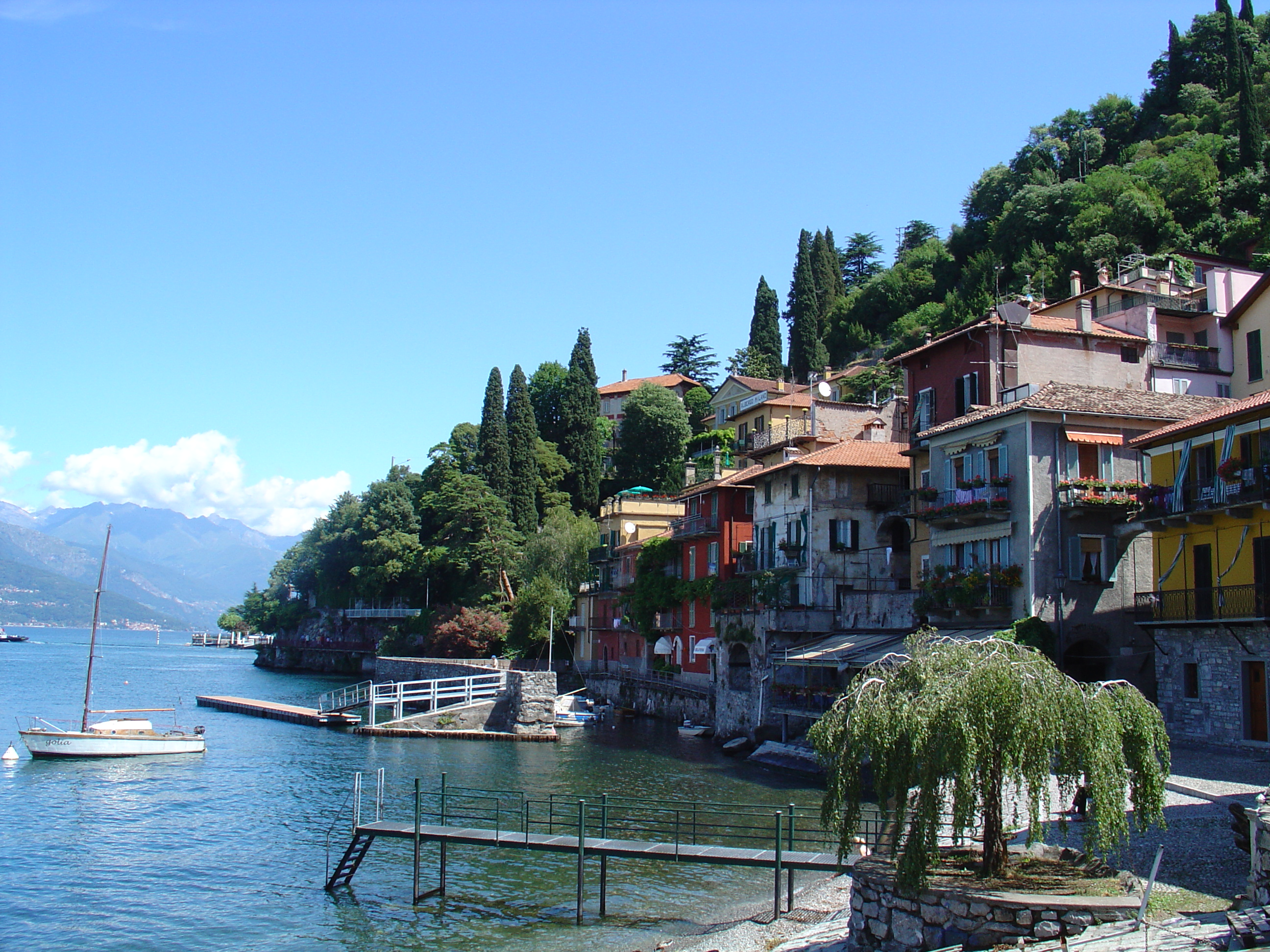
Nel 1375 Lierna era parte di Varenna

### Architetture religiose
- chiesa di Sant'Ambrogio, dedicata al santo protettore di Milano in ricordo del passato di feudo milanese della cittadina. Il suo campanile romanico è uno dei più antichi di tutta la regione Lombardia, risale all'anno mille, mentre le sue pitture e sculture sono del Settecento. All'interno della chiesa sono presenti dipinti del 1628 di Gian Battista Macolino, raffiguranti la Beata Vergine del Rosario, in cui la Madonna viene ritratta con santa Caterina da Siena e san Domenico e un Sant'Antonio con i santi Francesco, Antonio Abate e Antonio da Padova. Nei pressi della chiesa S.Ambrogio di Villa inizia il percorso delle 14 cappelle della Via Crucis, dipinte da Luigi Tagliaferri di Pagnona nel 1879. Sempre nel borgo di Villa si trova il cimitero monumentale progettato da Giannino Castiglioni.
- chiesa di San Martino situata nella frazione di Casate.

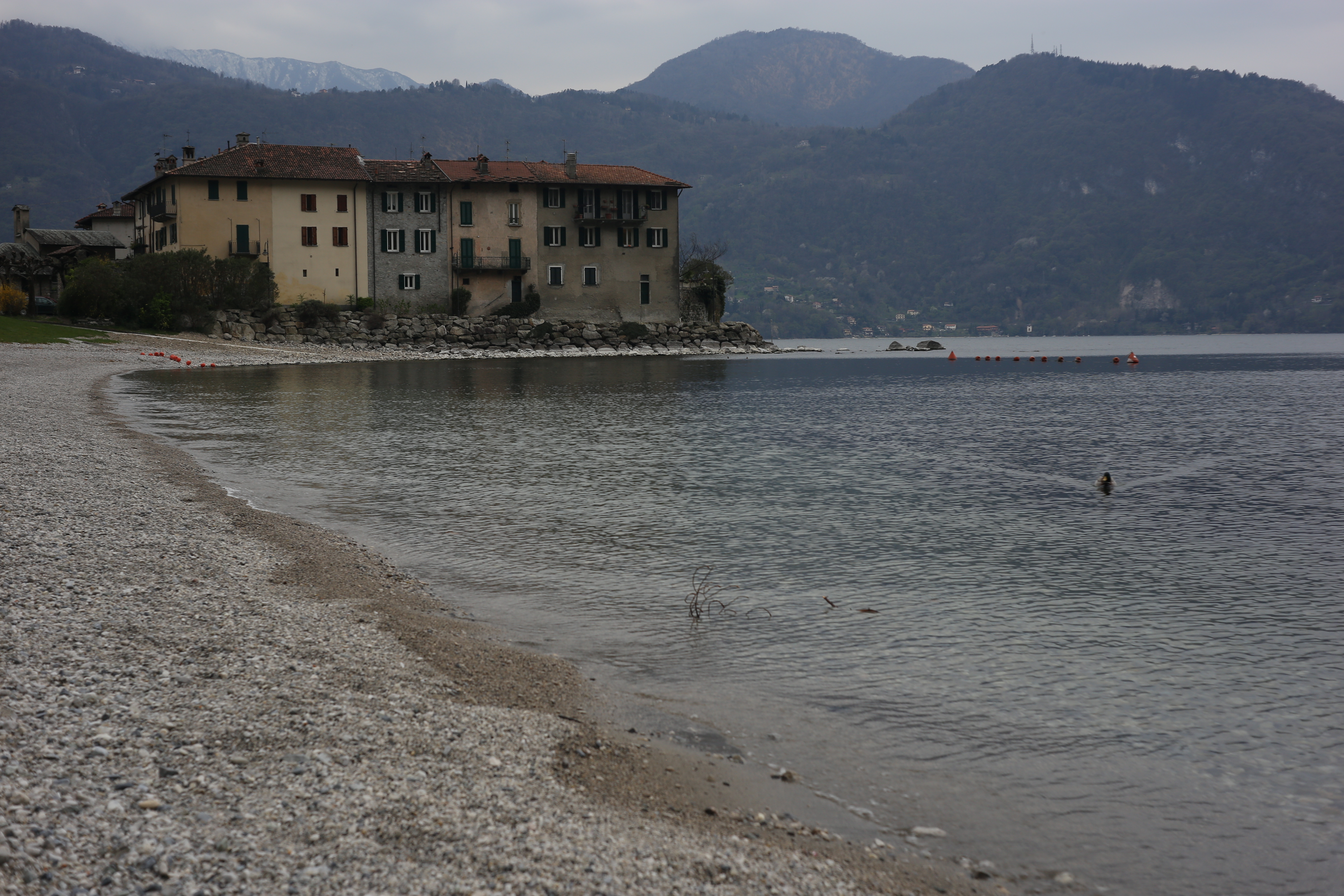
Spiaggia della "Riva bianca"

- Chiesa di San Bernardo, nell'abitato di Villa.
- La Chiesetta di Santa Caterina, che si trova nel borgo di Giussana.
- La Chiesetta di San Michele, nella frazione di Sornico.
- L'Oratorio dei Santi Maurizio e Lazzaro, sito in località Castello, è di origine medievale[18][19] e conserva affreschi databili al XV-XVI secolo.[14][20]

### Architetture militari
Il castello di Lierna, i cui ruderi sono ancora incorporati nelle case circostanti, è luogo di numerose leggende e fatti storici che ricordano anche le regine Teodolinda e Adelaide. Dà il nome al borgo di Castello, ed è una fortezza edificata inizialmente in epoca romanica, con caratteristiche "di baluardo fortificato eretto sfruttando la difendibilità di una penisoletta protesa nell'acqua". Fu oggetto delle battaglie fra Milano e Como del 1124, e fu dimora dalla regina Teodolinda. Nel 1532 il castello di Lierna dopo essere diventato base militare di Gian Giacomo Medici, fu espugnato dalle truppe dei Grigioni.

### Altro
Lierna è attraversata da un tratto del sentiero di Leonardo e dal sentiero del Viandante, che giunge fino a Colico.
La spiaggia di "Riva bianca" sul lago di Como, è adiacente al castello di Lierna. Sul lato opposto si trova la "Riva nera", una spiaggia naturale, al contrario di sassi scuri, sulla quale si trovava un antico approdo di pescatori. Davanti e sulla spiaggia, che fu inizialmente usata dagli antichi romani, per trasportare l'olio, l'acqua e il vino di Lierna, sono state combattute numerose battaglie navali fin dai tempi di Barbarossa. Anche l'antico borgo di pescatori di Grumo risale all'epoca romana (Portus Saxa) e a lato vi si trova la spiaggia di Grumo.
Le "Case colorate", gialle, rosa, azzurre, come tutte quelle di Lierna sia sul lungo lago che all'interno, hanno colori sgargianti e differenti tra loro, al fine di farle riconoscere da lontano dai pescatori.
La piazzetta IV Novembre di Lierna è stata progettata dallo scultore Giannino Castiglioni, che vi realizzò anche la fontana per l'acqua sorgiva di Lierna, la Valdonedo.
A Lierna è presente il mulino di Genico, mulino con frantoio risalenti all'inizio del Settecento. Sono presenti negli itinerari storici di Lierna ulteriori mulini, e lavatoi, molto antichi sparsi sul territorio.
Il vecchio imbarcadero di Lierna, in ferro battuto, un incrocio tra liberty e neoclassico, si affaccia sulla piazzetta di Lierna, ed è attraversato dal lungolago Castiglioni, dove attraccano i traghetti per l'isola Comacina.

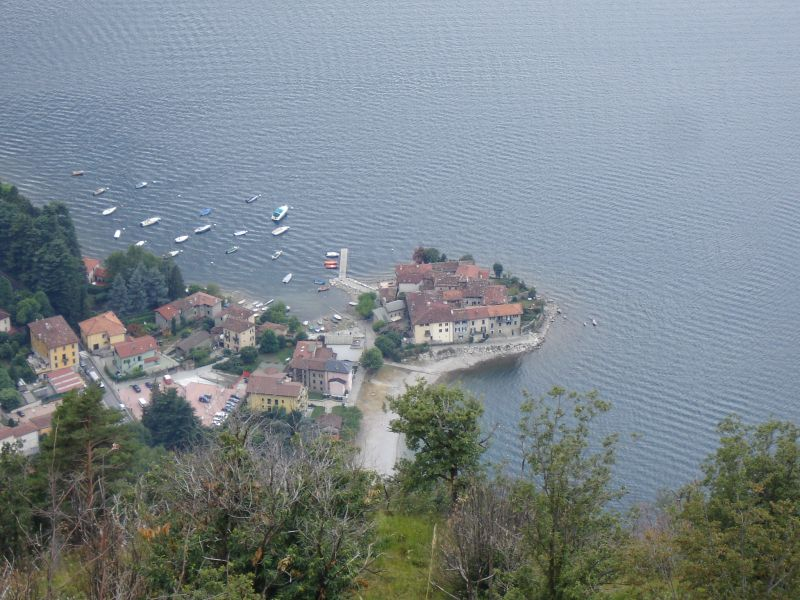
Il borgo Castello

### Siti archeologici e paleontologici
Sono stati ritrovati reperti di epoca gallica e romana nell'area di Lierna, tra cui: un altare dedicato ad Ercole, un canaletto, e due tombe alla cappuccina.
A Lierna, e nella frazione di Grumo, nel 1830 sono stati ritrovati i primi 14 esemplari fossili di Lariosaurus Balsami ovvero il “rettile del Lario di Balsamo” (dal nome dello zoologo Giuseppe Balsamo Crivelli), un grande rettile carnivoro, risalente a circa 200 milioni di anni (Triassico). Oggi questi fossili sono conservati presso il Museo di storia naturale di Lecco, il Museo di storia naturale di Milano e Museo di storia naturale di Monaco di Baviera.
Sono ancora state rinvenute nel territorio tombe dell'età del bronzo, contenenti fibule ed altri oggetti, dell'epoca romana, con alcuni elementi e monili raffiguranti un vitello d’oro, e monete di Agrippina, Druso, dell'imperatore Nerva. Molte altre disseppellite in più riprese fin dal 1830, furono poi disperse, dato che nessun ente si preoccupò della catalogazione e archiviazione.
Nel 1958 fu rinvenuto tra la piazzetta di Lierna e la via Roma verso Milano, parte di un edificio romano, con il mosaico di Lierna, che fu riferito alla grande villa di Plinio edificata su una roccia. Il disegno del mosaico era costituito da uguali dadi bianchi e neri di 9 millimetri per lato. Non fu possibile proseguire con gli scavi, ma poco lontano erano stati rinvenuti anche diversi tronchi di colonne, oggi conservati nel Museo civico di Lecco. Alcuni storici, tra cui Élisée Reclus, che volle soggiornare a Lierna per le sue ricerche, hanno identificato, costruita sul pendio di una grande roccia di Lierna, a strapiombo sul lago, la seconda villa di Plinio il Giovane, nota come "villa Commedia", oggi andata distrutta. Altri storici ritengono che fosse vicina al lago e sulle pendici di un'alta roccia, dove si poteva giungere a cavallo.

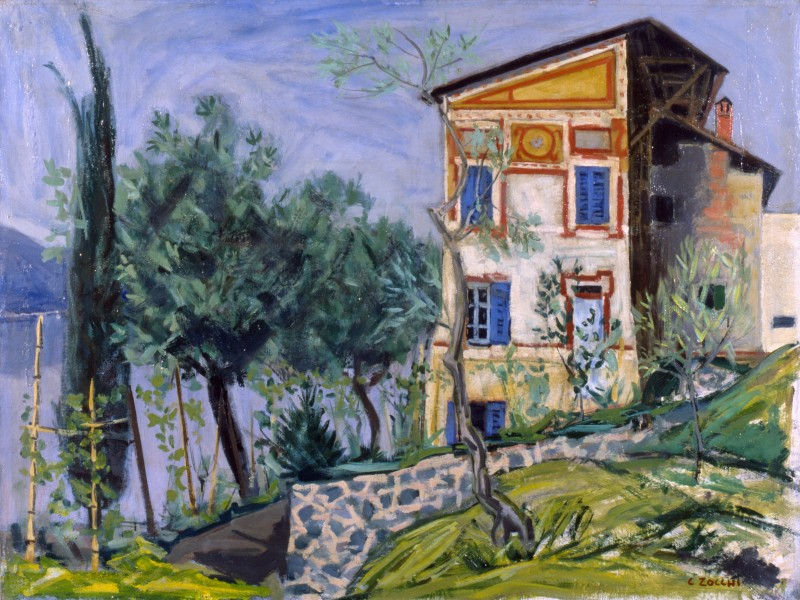
"Il Bellotto a Lierna", Carlo Zocchi, collezione Fondazione Cariplo

## Lierna nell'arte
- Museo Giannino Castiglioni
- La Sedia Lierna, design di Pier Giacomo Castiglioni[26] e Achille Castiglioni[27]
- "Il Palazzo della Scuola" design di Achille Castiglioni
- "Washerwomen in Lierna" di Vittore Grubicy de Dragon, 1887
- "La pesca degli agoni a Lierna" di Vittore Grubicy de Dragon, 1893, Beni culturali[28]
- "Il Bellotto a Lierna" di Carlo Zocchi, 1954, Artgate Fondazione Cariplo
- "La Deposizione di Lierna" di Gian Battista Macolino, XVI secolo[29]
- La via delle 14 cappelle di Luigi Tagliaferri

## Film girati a Lierna
- Casino Royale, James Bond, 2006, Lierna
- Ocean's Twelve[30], 2004 con George Clooney, Brad Pitt, Catherine Zeta-Jones, Julia Roberts e Matt Damon
- Star Wars: Episodio II - L'attacco dei cloni, 2000, con Ewan McGregor, Hayden Christensen, Natalie Portman, Samuel L. Jackson, Christopher Lee, fronte lago Lierna, area Lierna-Varenna e area Piana di Rogara
- Come due coccodrilli, Golden Globe 1996, con Valeria Golino, Fabrizio Bentivoglio, Giancarlo Giannini, Lierna
- Un mese al lago, 1995, con Uma Thurman, Bellagio e area Lierna-Varenna
- Un attimo, una vita, 1977, con Al Pacino, fronte lago Lierna e area Varenna
- Una vita difficile, 1961, di Dino Risi, Alberto Sordi, fronte lago Lierna e area Varenna
- Rocco e i suoi fratelli, 1960, di Luchino Visconti, con Alain Delon, fronte lago Lierna e area di Bellagio[31]
- Malombra, 1942, fronte lago Lierna e area di Bellagio
- Il labirinto delle passioni (The Pleasure Garden), 1925, di Alfred Hitchcock, fronte lago Lierna e area di Bellagio

## Eventi
- Le Cantine di Lierna. Itinerario eno-gastronomico nelle cantine e nei crotti di Lierna. - Giugno
- Agoni Polenta e Musica. - Giugno
- La Regina nel Castello. Rievocazione storica. - Luglio
- Lierna in Festa con gli Alpini. - Luglio/Agosto
- La Bionda nel Castello. Manifestazione dedicata alla degustazione di birre artigianali locali. - Agosto
- Festa dell'Alpe di Lierna. Possibilità di raggiungere l'Alpe di Lierna in elicottero - Agosto
- Sulle Orme del Viandante. Passeggiata lungo l'antico Sentiero del Viandante. - Settembre
- Festa di San Michele Arcangelo Michele - 29 settembre
- Castagnata di Olcianico - Ottobre
- Festa di San Martino - 11 novembre
- Festa di Sant'Ambrogio - 7 dicembre, festa patronale

## Amministrazione
Il primo consiglio comunale fu eletto nel 1822.
Oggi il comune fa parte della Comunità montana Lario Orientale - Valle San Martino.

## Società

### Evoluzione demografica
- 545 nel 1751
- 615 nel 1771
- 674 nel 1803
- annessione ad Olcio nel 1809
- 680 nel 1812
- 1 033 nel 1853
- 1 289 nel 1961
- 2 232 nel 2011
- 2 176 nel 2015

Abitanti censiti

## Economia

### Vini
La facoltà di agraria dell'Università degli studi di Milano e diversi enologi hanno ricreato, con attente selezioni delle migliori uve, sperimentazioni su lieviti e controlli della temperatura in fermentazione, i vini di Lierna discendenti dagli originali di epoca romana,, grazie al clima che rende la sua uva unica, per poi invecchiarli nelle secolari cantine del paese, crotti unici al mondo, per il loro tasso di umidità e flussi d'aria. Lierna è infatti un territorio coltivato fin dall'antichità a vigneti dal lago fino alle pendici delle Grigne, ed è il suo particolare e noto clima mite a rendere le sue preziose uve caratteristiche, oltre che per i suoi uliveti. Particolarmente noto è oggi il biodinamico “Bianco di Lierna”, ma è apprezzato anche il Rosè di Lierna.
Lierna, per i suoi vigneti e le cantine, è chiamata anche il Paese del vino.
Le cronache storiche hanno sempre decantato fin dall'età romana, Lierna come una "Terra Benigna", per particolari qualità della sua terra, narrando che il suo vino e l'olio dei suoi ulivi avessero preziose proprietà benefiche e terapeutiche.

### Acque
Nei testi romani sono presenti documenti che attestavano già al tempo le numerose proprietà terapeutiche delle acque delle sorgenti di Lierna.
Le antiche acque di Lierna prendono il nome di acqua "Valle di Onedo" detta Valdonedo, un tipo di acqua sorgiva naturale, dalle proprietà uniche e taumaturgiche che sgorga solamente dalla fontana di Piazza IV Novembre e in una villa vicino al lago. L'acqua di Valle di Onedo si narrava nelle antiche cronache storiche fin dagli antichi Romani essere curativa in particolare per la podagra e i calcoli.

## Infrastrutture e trasporti

### Ferrovie
Il comune dispone di una stazione ferroviaria posta sulla ferrovia Tirano-Lecco. La stazione è servita dai treni regionali in servizio sulla tratta da Sondrio a Lecco, e dai RegioExpress in servizio sulla tratta da Tirano a Milano.

## Siti utili
- Comune di Lierna
- Proloco Lierna
- Ufficio Turistico - Pagina Facebook
- Associazione Culturale Giannino Castiglioni